# Identified
Identified ist das zweite Studioalbum der US-amerikanischen Sängerin Vanessa Hudgens, welches am 1. Juli 2008 unter dem Label Hollywood Records veröffentlicht wurde. Als einzige Single wurde das Lied Sneakernight veröffentlicht. Das Album belegte Platz 23 der Billboard 200 und Platz 60 der Albumcharts in Deutschland.

## Hintergrund
Am 13. Juni 2008 wurde Sneakernight als erste und einzige Single des Albums zusammen mit dem zugehörigen Musikvideo veröffentlicht. Das Lied schaffte es auf Platz 88 der Billboard Hot 100 und Platz 98 in den deutschen Charts. Das Album erhielt überwiegend positive Kritiken.

## Titelliste
| 1.  | Last Night                  | Silya Nymoen, Scott Jacoby                                                                        | 3:10 |
| 2.  | Identified                  | Lukasz Gottwald, Cathy Dennis, Max Martin                                                         | 3:21 |
| 3.  | First Bad Habit             | Lukasz Gottwald, Cathy Dennis                                                                     | 3:02 |
| 4.  | Hook It Up                  | Antonina Armato, Tim James, Devrim Karaoglu                                                       | 2:52 |
| 5.  | Don’t Ask Why               | Lukasz Gottwald, Cathy Dennis, Beau Dozier                                                        | 3:10 |
| 6.  | Sneakernight                | Silya Nymoen, Jonathan Rotem                                                                      | 2:59 |
| 7.  | Amazed (mit Lil Mama)       | Lukasz Gottwald, Cathy Dennis, Benjamin Levin, Niatia Kirkland                                    | 2:59 |
| 8.  | Don’t Leave                 | Antonina Armato, Tim James, Jesse McCartney                                                       | 3:08 |
| 9.  | Paper Cut                   | Johnny Vieira                                                                                     | 2:48 |
| 10. | Party on the Moon           | Chris Rojas, Nasri Atweh, Adam Messinger                                                          | 3:50 |
| 11. | Did It Ever Cross Your Mind | Johnny Vieira                                                                                     | 3:10 |
| 12. | Gone with the Wind          | Maimouna Youseff, Kara DioGuardi, Walter Afanasieff, Emanuel Kiriakou, Zukhan Bey, Brandon Howard | 3:28 |
|     | Deluxe-Edition              |                                                                                                   |      |
| 13. | Set It Off                  | Klas Ahlund, Lukasz „Doctor Luke“ Gottwald, Max Martin                                            | 3:04 |
| 14. | Committed                   | Antonina Armato, Tim Price                                                                        | 2:35 |
| 15. | Vulnerable                  | Nick Scapa, Tim James, John Fasse, Antonina Armato                                                | 3:11 |

## Chartplatzierungen
| ChartsChartplatzierungen       | Höchstplatzierung | Wochen |
| ------------------------------ | ----------------- | ------ |
| Deutschland (GfK)              | 60 (8 Wo.)        | 8      |
| Österreich (Ö3)                | 35 (6 Wo.)        | 6      |
| Schweiz (IFPI)                 | 74 (3 Wo.)        | 3      |
| Vereinigte Staaten (Billboard) | 23 (8 Wo.)        | 8      |
| Vereinigtes Königreich (OCC)   | 46 (3 Wo.)        | 3      |